# Tribonacci-Folge
Die Tribonacci-Folge ist die unendliche Folge natürlicher Zahlen, die ursprünglich mit einmal der Zahl 0 und zweimal der Zahl 1 beginnt. Im Anschluss ergibt jeweils die Summe der drei vorangegangenen Zahlen die unmittelbar danach folgende Zahl:
{\displaystyle T_{0}=0,\,T_{1}=T_{2}=1}
{\displaystyle T_{n}=T_{n-1}+T_{n-2}+T_{n-3}}
Die darin enthaltenen Zahlen heißen Tribonacci-Zahlen. Diese Folge erhielt ihren Namen als Analogon zu der Fibonacci-Folge, nur werden nicht die zwei, sondern die drei vorangegangenen Zahlen addiert, um eine Zahl dieser Folge zu erhalten.
Die ersten Tribonacci-Zahlen lauten folgendermaßen:
0, 1, 1, 2, 4, 7, 13, 24, 44, 81, 149, 274, 504, 927, …

## Definition der Tribonacci-Folge
Die Tribonacci-Folge {\displaystyle T_{1},\,T_{2},\,T_{3},\ldots } ist durch das rekursive Bildungsgesetz
{\displaystyle T_{n}=T_{n-1}+T_{n-2}+T_{n-3}}   für   {\displaystyle n\geq 3}
mit den Anfangswerten
{\displaystyle T_{0}=0,\,T_{1}=T_{2}=1}
definiert. Das bedeutet in Worten:
- Für die drei ersten Zahlen einmal der Wert 0 und zweimal der Wert 1 vorgegeben.
- Jede weitere Zahl ist die Summe ihrer drei Vorgänger in der Folge.

Aus der Forderung, dass die Rekursion
{\displaystyle T_{n}=T_{n-1}+T_{n-2}+T_{n-3}}
auch für ganze Zahlen {\displaystyle n\leq 2} gelten soll, erhält man eine eindeutige Fortsetzung auf negative Indizes.
{\displaystyle T_{-1}=0,T_{-2}=1,T_{-3}=-1,T_{-4}=0,T_{-5}=2,T_{-6}=-3,T_{-7}=1,T_{-8}=4,T_{-9}=-8,T_{-10}=5}
So ergibt sich die Folge in die linke Richtung:
{\displaystyle 5,-8,4,1,-3,2,0,-1,1,0,0,1,1,2,4,7,13,24,44,81,\dots }
Darüber hinaus ist eine Verallgemeinerung der Folge auf komplexe Zahlen, proendliche Zahlen und auf Vektorräume möglich.

## Matrix und Konstante
Die Tribonacci-Folge wird durch folgende Matrix generiert:
{\displaystyle M={\begin{pmatrix}1&1&1\\1&0&0\\0&1&0\end{pmatrix}}}
Durch Potenzieren mit ganzen Zahlen erhält man in der ersten und dritten Spalte die Tribonacci-Zahlen als Einträge:
{\displaystyle M^{n}={\begin{pmatrix}1&1&1\\1&0&0\\0&1&0\end{pmatrix}}^{n}={\begin{pmatrix}T_{n+1}&T_{n}+T_{n-1}&T_{n}\\T_{n}&T_{n-1}+T_{n-2}&T_{n-1}\\T_{n-1}&T_{n-2}+T_{n-3}&T_{n-2}\end{pmatrix}}}
Der Grenzwert des Quotienten sukzessiver Folgenglieder {\displaystyle T_{n}} und {\displaystyle T_{n+1}} ergibt die Tribonacci-Konstante:
{\displaystyle \lim _{n\to \infty }{\frac {T_{n+1}}{T_{n}}}=T_{\text{TRI}}={\frac {1}{3}}{\sqrt[{3}]{19+3{\sqrt {33}}}}+{\frac {1}{3}}{\sqrt[{3}]{19-3{\sqrt {33}}}}+{\frac {1}{3}}\approx 1{,}8392867552}
Diese Konstante ist auch der reelle Eigenwert der oben abgebildeten Matrix und die Lösung folgender kubischer Gleichung:
{\displaystyle x^{3}-x^{2}-x-1=0}
{\displaystyle x_{\text{reell}}=T_{\text{TRI}}}
Diese Lösung kann mithilfe der Cardanischen Formeln gefunden werden.
Die Gleichung für den Kehrwert der Tribonacci-Konstante erhält man durch Einsetzen von {\displaystyle x={\tfrac {1}{y}}}:
{\displaystyle y^{3}+y^{2}+y-1=0}
{\displaystyle y_{\text{reell}}={\frac {1}{T_{\text{TRI}}}}={\frac {1}{3}}{\sqrt[{3}]{3{\sqrt {33}}+17}}-{\frac {1}{3}}{\sqrt[{3}]{3{\sqrt {33}}-17}}-{\frac {1}{3}}\approx 0{,}5436890127}

## Explizite Formel
Die Tribonacci-Zahl {\displaystyle T_{n}} kann mit folgender expliziten Formel berechnet werden, wobei auf die nächste ganze Zahl gerundet werden muss:
{\displaystyle T_{n}=\left\lfloor {\frac {\left({\frac {1}{3}}{\sqrt[{3}]{19+3{\sqrt {33}}}}-{\frac {1}{3}}{\sqrt[{3}]{19-3{\sqrt {33}}}}+{\frac {1}{3}}\right)^{n}{\sqrt[{3}]{586+102{\sqrt {33}}}}}{\left({\sqrt[{3}]{586+102{\sqrt {33}}}}\right)^{2}+4-2{\sqrt[{3}]{586+102{\sqrt {33}}}}}}\right\rfloor }

## Geschlossene Darstellung
Die Tribonacci-Folge hat die (auch für negative {\displaystyle n} gültige) geschlossene Darstellung
{\displaystyle T_{n}=c_{1}T_{\text{TRI}}^{n}+\left({\frac {1}{T_{\text{TRI}}}}\right)^{n/2}(c_{2}\cos n\phi +c_{3}\sin n\phi )}
mit
{\displaystyle \phi =\arccos {\frac {(1-T_{\text{TRI}}){\sqrt {T_{\text{TRI}}}}}{2}}\approx 2{,}1762335455}
Die drei Koeffizienten {\displaystyle c_{1},\,c_{2},\,c_{3}} können durch die drei Startbedingungen {\displaystyle T_{0}=0,\,T_{1}=1,\,T_{2}=1} (oder durch drei beliebige andere Startbedingungen) leicht als Lösung eines
linearen Gleichungssystems bestimmt werden. Die numerischen Werte sind
{\displaystyle c_{1}=0{,}3362281170,\,c_{2}=-0{,}3362281170,\,c_{3}=0{,}39664828016.}
Wegen {\displaystyle 0<{\frac {1}{T_{\text{TRI}}}}<1} wird der 2. Summand der geschlossenen Darstellung für {\displaystyle n\rightarrow \infty } rasch klein, und man erhält die für {\displaystyle n=0,\,1,\,2,\,\ldots } gültige vereinfachte geschlossene Darstellung
{\displaystyle T_{n}=\operatorname {round} (c_{1}T_{\text{TRI}}^{n})}
wobei round die kaufmännische Rundungsfunktion bedeutet. Beispielsweise ist {\displaystyle T_{10}=\operatorname {round} (c_{1}T_{\text{TRI}}^{10})=\operatorname {round} (148{,}98)=149}.

## Trinomialkoeffizienten
Im trinomialen Dreieck erscheinen die Tribonacci-Zahlen als Summen der Trinomialkoeffizienten auf gemeinsamen Achsen, welche die Trinomialkoeffizienten im Rösselsprung durchlaufen. Somit können die Tribonacci-Zahlen auf folgende Weise formuliert werden:
{\displaystyle T_{n}=\sum _{k=1}^{n}{{n-k} \choose {n+1-2k}}_{2}}
Diese Formel ist für alle Zahlen n ∈ ℕ gültig.
Beispiele:
{\displaystyle T_{3}={{2} \choose {2}}_{2}+{{1} \choose {0}}_{2}=1+1=2}
{\displaystyle T_{4}={{3} \choose {3}}_{2}+{{2} \choose {1}}_{2}+{{1} \choose {-1}}_{2}=1+2+1=4}
{\displaystyle T_{5}={{4} \choose {4}}_{2}+{{3} \choose {2}}_{2}+{{2} \choose {0}}_{2}=1+3+3=7}
{\displaystyle T_{6}={{5} \choose {5}}_{2}+{{4} \choose {3}}_{2}+{{3} \choose {1}}_{2}+{{2} \choose {-1}}_{2}=1+4+6+2=13}
Abbildung des trinomialen Dreiecks:
{\displaystyle {\begin{matrix}&&&&&1\\&&&&1&1&1\\&&&1&2&3&2&1\\&&1&3&6&7&6&3&1\\&1&4&10&16&19&16&10&4&1\\1&5&15&30&45&51&45&30&15&5&1\end{matrix}}}
Für die Trinomialkoeffizienten mit ganzzahligen Einträgen gilt generell:
{\displaystyle {{a} \choose {b}}_{2}=\sum _{m=0}^{a}{{a} \choose {m}}{{a-m} \choose {a-b-2m}}}
Dabei ergeben diejenigen ganzzahlige Binomialkoeffizienten, bei welchen der obere Eintrag positiv ist und der untere Eintrag negativ oder höher als der obere Eintrag ist, immer Null.
Somit können die Tribonaccizahlen auch auf folgende Weise dargestellt werden:
{\displaystyle T_{n}=\sum _{k=1}^{n}\sum _{m=0}^{n-k}{{n-k} \choose {m}}{{n-k-m} \choose {k-1-2m}}}

## Reihenentwicklung
Folgender Bruch hat die Tribonacci-Zahlen in der Maclaurinschen Reihe als Vorfaktoren:
{\displaystyle {\frac {x}{1-x-x^{2}-x^{3}}}=\sum _{n=1}^{\infty }T_{n}x^{n}}
für die Werte {\displaystyle |x|\leq 1/T_{\text{TRI}}}
Beweis:
{\displaystyle (1-x-x^{2}-x^{3})\sum _{n=1}^{\infty }T_{n}x^{n}=}
{\displaystyle =\sum _{n=0}^{\infty }T_{n}x^{n}-\sum _{n=0}^{\infty }T_{n}x^{n+1}-\sum _{n=0}^{\infty }T_{n}x^{n+2}-\sum _{n=0}^{\infty }T_{n}x^{n+3}=}
{\displaystyle =\sum _{n=0}^{\infty }T_{n}x^{n}-\sum _{n=1}^{\infty }T_{n-1}x^{n}-\sum _{n=2}^{\infty }T_{n-2}x^{n}-\sum _{n=3}^{\infty }T_{n-3}x^{n}=}
{\displaystyle =T_{0}+(T_{1}-T_{0})x+(T_{2}-T_{1}-T_{0})x^{2}+\sum _{n=3}^{\infty }(T_{n}-T_{n-1}-T_{n-2}-T_{n-3})x^{n}=x}

## Kubikwurzel
Die Tribonacci-Konstante lässt sich auf einfache Weise kubisch radizieren:
Synthese des ersten Ausdrucks:
{\displaystyle T_{\text{TRI}}^{3}-T_{\text{TRI}}^{2}-T_{\text{TRI}}-1=0}
I)    {\displaystyle T_{\text{TRI}}^{2}(T_{\text{TRI}}-1)=T_{\text{TRI}}+1}
Synthese des zweiten Ausdrucks:
{\displaystyle T_{\text{TRI}}^{3}-T_{\text{TRI}}^{2}-T_{\text{TRI}}-1=0}
{\displaystyle T_{\text{TRI}}^{3}-T_{\text{TRI}}^{2}-T_{\text{TRI}}+1=2}
II)   {\displaystyle (T_{\text{TRI}}-1)^{2}(T_{\text{TRI}}+1)=2}
Synthese des dritten und vierten Ausdrucks:
Multiplikation von I und II:
III)  {\displaystyle T_{\text{TRI}}^{2}(T_{\text{TRI}}-1)^{3}(T_{\text{TRI}}+1)=2(T_{\text{TRI}}+1)}
{\displaystyle T_{\text{TRI}}^{3}(T_{\text{TRI}}-1)^{3}/2=T_{\text{TRI}}}
IV) {\displaystyle {\sqrt[{3}]{T_{\text{TRI}}}}=T_{\text{TRI}}(T_{\text{TRI}}-1)/{\sqrt[{3}]{2}}}
Einsatz von I in IV:
{\displaystyle {\sqrt[{3}]{T_{\text{TRI}}}}=(1+T_{\text{TRI}}^{-1})/{\sqrt[{3}]{2}}={\frac {1}{3{\sqrt[{3}]{2}}}}(2+{\sqrt[{3}]{3{\sqrt {33}}+17}}-{\sqrt[{3}]{3{\sqrt {33}}-17}})}
Daraus folgt:
{\displaystyle T_{\text{TRI}}={\frac {1}{2}}\left({\frac {2}{3}}+{\frac {1}{3}}{\sqrt[{3}]{3{\sqrt {33}}+17}}-{\frac {1}{3}}{\sqrt[{3}]{3{\sqrt {33}}-17}}\right)^{3}}

## Elliptische Funktionen und Integrale

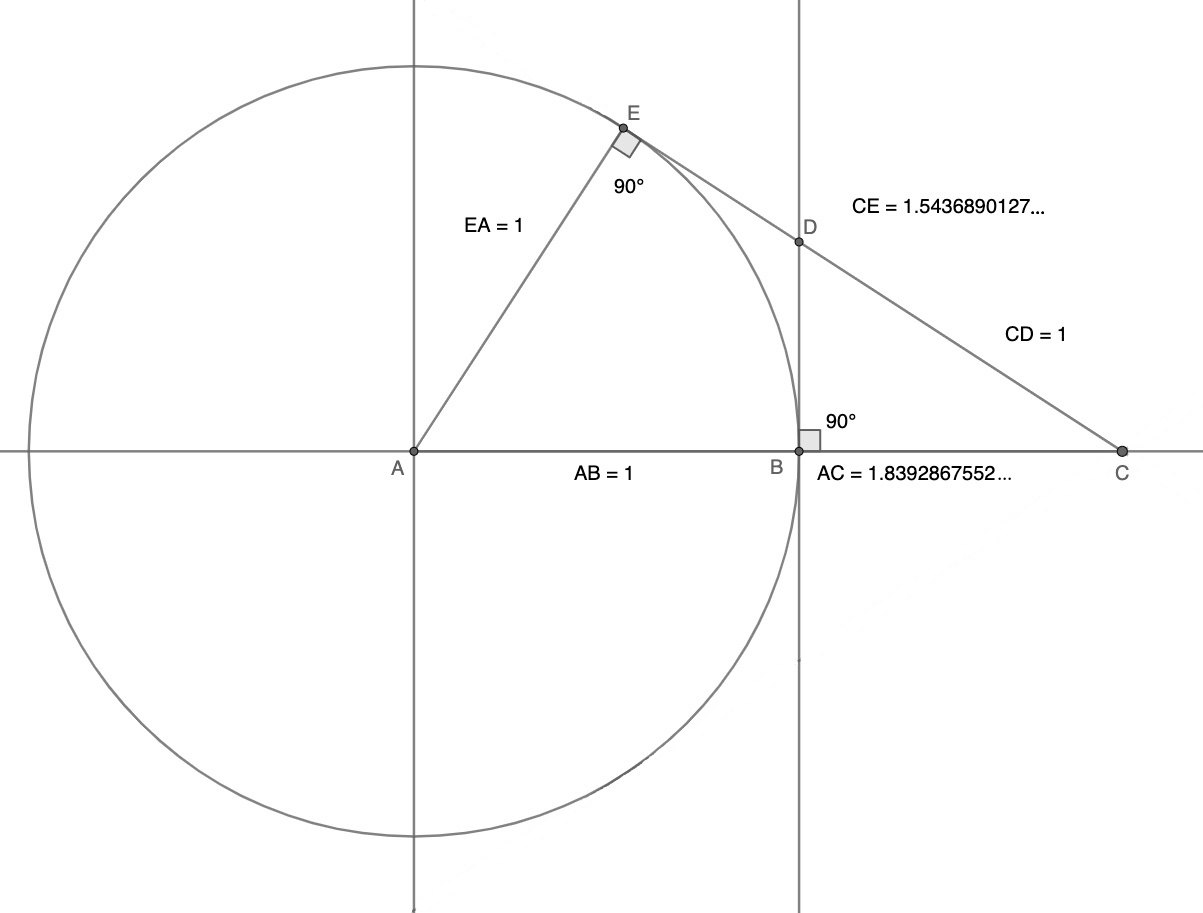
Eine geometrische Konstruktion der Tribonacci-Konstante (AC), mit einem Zirkel und einem markierten Lineal, nach der von Xerardo Neira beschriebenen Methode.

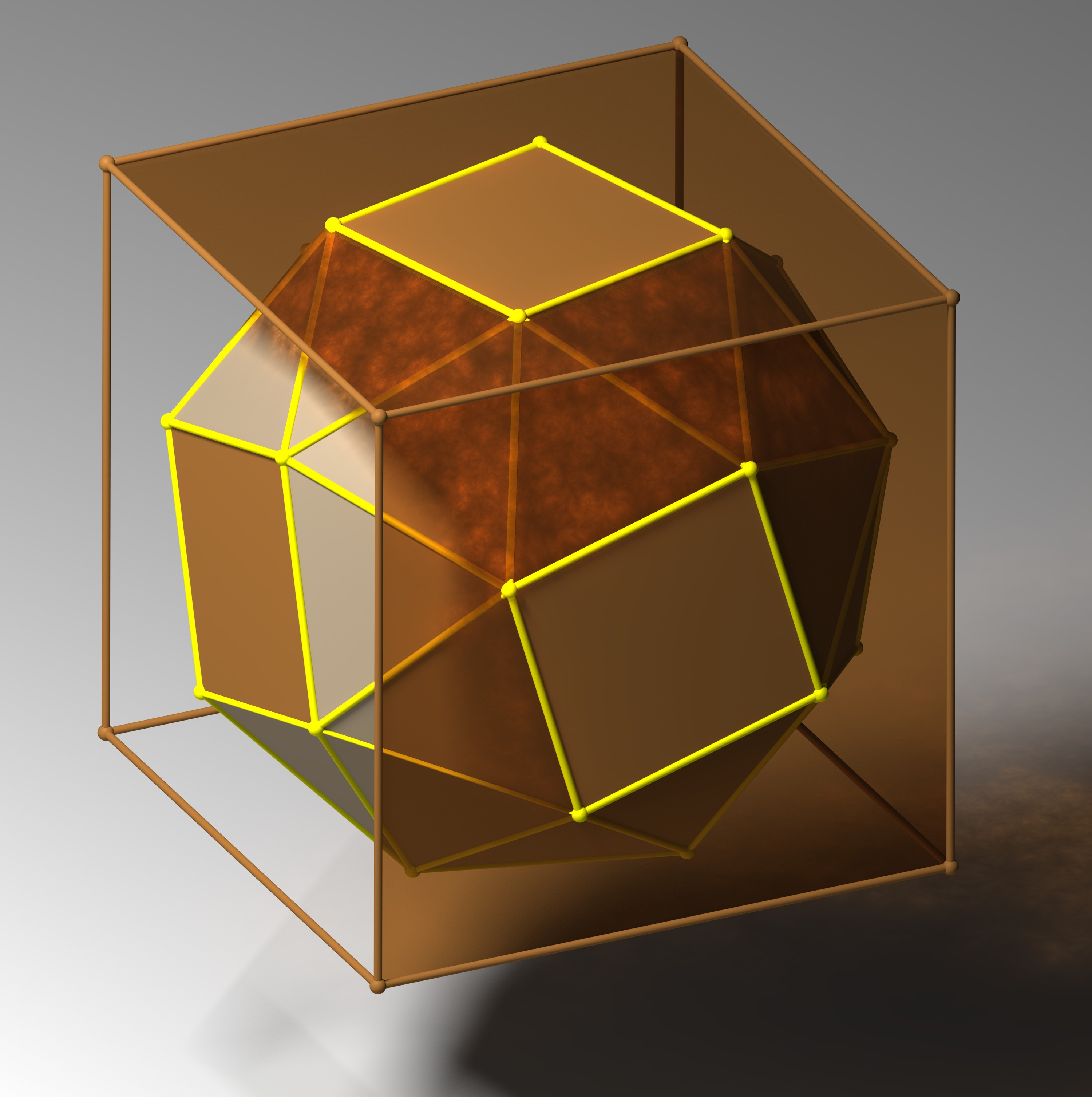
Cubus Simus, umkleidet von einem Würfel

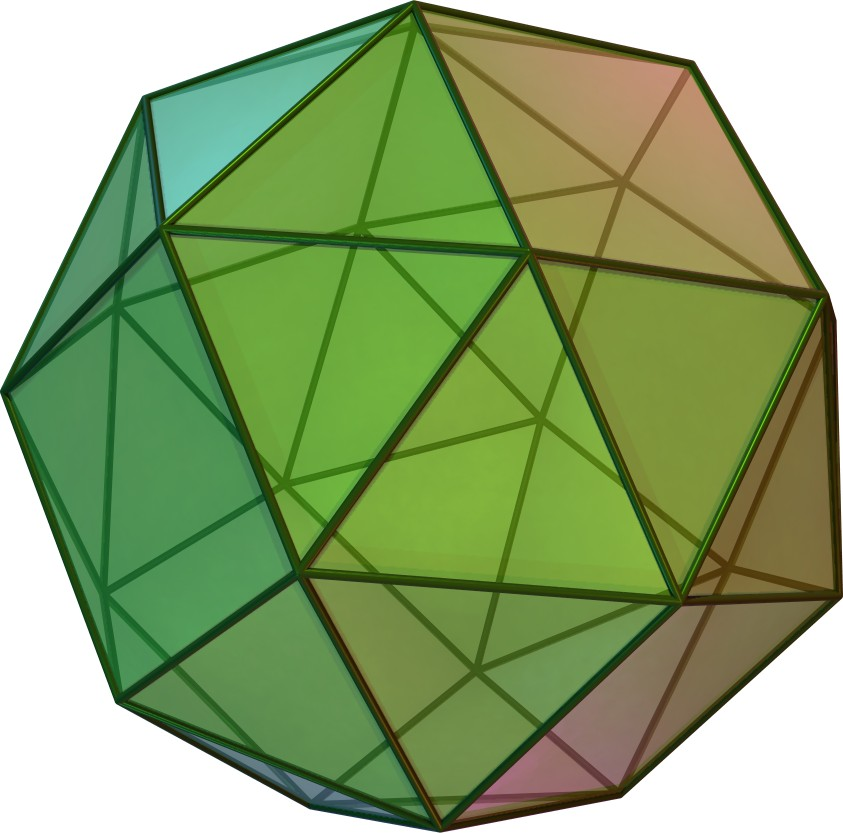
3D-Ansicht eines abgeschrägten Hexaeders (Animation)

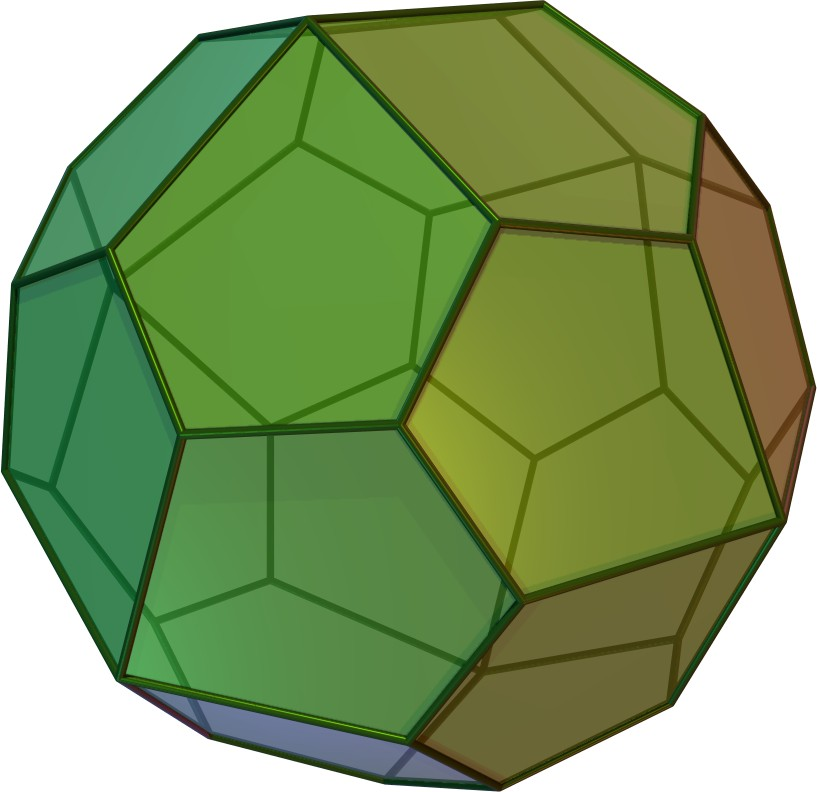
3D-Ansicht eines Pentagonikositetraeders (Animation)

### Elliptische Lambda-Funktion
Für folgende Gleichung aus vollständigen elliptisches Integralen erster Art lässt sich die Lösung vereinfacht mit der Tribonacci-Konstante darstellen:
{\displaystyle K({\sqrt {1-x^{2}}})/K(x)={\sqrt {11}}}
{\displaystyle x=\lambda ^{*}(11)={\tfrac {1}{16}}{\sqrt {2}}({\sqrt {11}}+3)\left({\tfrac {1}{3}}{\sqrt[{3}]{6{\sqrt {3}}+2{\sqrt {11}}}}-{\tfrac {1}{3}}{\sqrt[{3}]{6{\sqrt {3}}-2{\sqrt {11}}}}+{\tfrac {1}{3}}{\sqrt {11}}-1\right)^{4}=}
{\displaystyle ={\tfrac {1}{16}}{\sqrt {2}}({\sqrt {11}}+3)[{\tfrac {1}{11}}{\sqrt {11}}(3T_{\text{TRI}}^{2}-4T_{\text{TRI}}+2)-1]^{4}=\sin[{\tfrac {1}{2}}\arcsin({\tfrac {1}{2}}T_{\text{TRI}}^{-4})]}
{\displaystyle {\sqrt {1-x^{2}}}=\lambda ^{*}({\tfrac {1}{11}})={\tfrac {1}{16}}{\sqrt {2}}({\sqrt {11}}-3)\left({\tfrac {1}{3}}{\sqrt[{3}]{6{\sqrt {3}}+2{\sqrt {11}}}}-{\tfrac {1}{3}}{\sqrt[{3}]{6{\sqrt {3}}-2{\sqrt {11}}}}+{\tfrac {1}{3}}{\sqrt {11}}+1\right)^{4}=}
{\displaystyle ={\tfrac {1}{16}}{\sqrt {2}}({\sqrt {11}}-3)[{\tfrac {1}{11}}{\sqrt {11}}(3T_{\text{TRI}}^{2}-4T_{\text{TRI}}+2)+1]^{4}=\cos[{\tfrac {1}{2}}\arcsin({\tfrac {1}{2}}T_{\text{TRI}}^{-4})]}
Diese Werte sind die elliptischen Lambda-Funktionswerte von 11 und 1/11. Mit diesen Werten können auch λ*(44) und λ*(4/11) ermittelt werden:
{\displaystyle \lambda ^{*}(44)=\tan[{\tfrac {1}{4}}\arcsin({\tfrac {1}{2}}T_{\text{TRI}}^{-4})]^{2}}
{\displaystyle \lambda ^{*}({\tfrac {4}{11}})=\tan[{\tfrac {1}{4}}\pi -{\tfrac {1}{4}}\arcsin({\tfrac {1}{2}}T_{\text{TRI}}^{-4})]^{2}}

### Jacobische Thetafunktion
Auch einige Werte der Jacobischen Thetafunktion können vereinfacht mit der Tribonacci-Konstante dargestellt werden:
{\displaystyle \vartheta _{10}[\exp(-{\sqrt {11}}\pi )]={2}^{9/22}{11}^{-3/8}{\pi }^{-1/2}(T_{\text{TRI}}^{2}-T_{\text{TRI}}){\sqrt {\sin[{\tfrac {1}{2}}\arcsin({\tfrac {1}{2}}T_{\text{TRI}}^{-4})]}}{\sqrt {\cos({\tfrac {1}{22}}\pi )\cos({\tfrac {3}{22}}\pi )\mathrm {B} ({\tfrac {5}{22}};{\tfrac {15}{22}})}}}
{\displaystyle \vartheta _{00}[\exp(-{\sqrt {11}}\pi )]={2}^{9/22}{11}^{-3/8}{\pi }^{-1/2}(T_{\text{TRI}}^{2}-{T_{\text{TRI}}}){\sqrt {\cos({\tfrac {1}{22}}\pi )\cos({\tfrac {3}{22}}\pi )\mathrm {B} ({\tfrac {5}{22}};{\tfrac {15}{22}})}}}
{\displaystyle \vartheta _{10}[\exp(-2{\sqrt {11}}\pi )]={2}^{9/22}{11}^{-3/8}{\pi }^{-1/2}(T_{\text{TRI}}^{2}-T_{\text{TRI}})\sin[{\tfrac {1}{4}}\arcsin({\tfrac {1}{2}}T_{\text{TRI}}^{-4})]{\sqrt {\cos({\tfrac {1}{22}}\pi )\cos({\tfrac {3}{22}}\pi )\mathrm {B} ({\tfrac {5}{22}};{\tfrac {15}{22}})}}}
{\displaystyle \vartheta _{00}[\exp(-2{\sqrt {11}}\pi )]={2}^{9/22}{11}^{-3/8}{\pi }^{-1/2}(T_{\text{TRI}}^{2}-T_{\text{TRI}})\cos[{\tfrac {1}{4}}\arcsin({\tfrac {1}{2}}T_{\text{TRI}}^{-4})]{\sqrt {\cos({\tfrac {1}{22}}\pi )\cos({\tfrac {3}{22}}\pi )\mathrm {B} ({\tfrac {5}{22}};{\tfrac {15}{22}})}}}
Dabei wird mit B(x;y) die Eulersche Betafunktion bezeichnet.

## Geometrische Körper
Die Tribonacci-Konstante beschreibt im Cubus Simus und im Pentagonikositetraeder die Seitenverhältnisse und die trigonometrischen Funktionswerte der Winkel. All diese Werte lassen sich vereinfacht als Quadratwurzeln aus rationalen Polynomen aus der Tribonacci-Konstante darstellen.

### Cubus Simus
Der Cubus Simus kann von einem Würfel so umkleidet werden, dass die Quadratflächen des Cubus Simus exakt auf den Quadratflächen des Würfels liegen.
Die Kantenlänge des umkleidenden Würfels a verhält sich dabei zur Kantenlänge der Quadrate und Dreiecke des Cubus Simus b im folgenden Wert:
{\displaystyle {\frac {a}{b}}={\sqrt[{6}]{2}}\,T_{\text{TRI}}^{7/6}}
Der Winkel zwischen Quadrat des Umkleidenden Würfels und Quadrat des Cubus Simus φ ist der Arkustangens vom Kehrwert des Quadrats der Tribonacci-Konstante.
{\displaystyle \varphi =\arctan(T_{\text{TRI}}^{-2})}
Dies kann auf folgende Weise gezeigt werden:
Die Kantenlänge des Cubus Simus kann über den Satz des Pythagoras mit den Distanzen der Eckpunkte der Quadrate des Cubus Simus zu den Kanten des umkleidenden Würfels dargestellt werden.
Die an einer Kante des umkleidenden Würfels am nächsten stehende Ecke vom Quadrat des Cubus Simus hat diese Distanz:
{\displaystyle c={\tfrac {1}{2}}a-{\tfrac {1}{2}}\cos(\varphi )b-{\tfrac {1}{2}}\sin(\varphi )b}
Die an einer Kante des umkleidenden Würfels am zweitnächsten stehende Ecke vom Quadrat des Cubus Simus hat jene Distanz:
{\displaystyle d={\tfrac {1}{2}}a-{\tfrac {1}{2}}\cos(\varphi )b+{\tfrac {1}{2}}\sin(\varphi )b}
Die Distanz der auf der Kante des umkleidenden Würfels liegenden Fußpunkte der Höhen von den am nächsten und am drittnächsten gelegenen Quadrateckpunkte des Cubus Simus hat folgende Distanz:
{\displaystyle e=\sin(\varphi )b}
Die Distanz der auf der Kante des umkleidenden Würfels liegenden Fußpunkte der Höhen von den am nächsten und am viertnächsten gelegenen Quadrateckpunkte des Cubus Simus hat folgende Distanz:
{\displaystyle f=\cos(\varphi )b-\sin(\varphi )b}
Die Kanten der Dreiecke des Cubus Simus lassen sich mit dem Satz des Pythagoras auf folgende Weise darstellen:
{\displaystyle c^{2}+d^{2}+e^{2}=b^{2}}
{\displaystyle 2c^{2}+f^{2}=b^{2}}
Wenn das x Verhältnis a/b und φ der Winkel zwischen Quadrat des umkleidenden Würfels und Quadrat des Cubus Simus ist, dann gelten folgende zwei Formeln:
{\displaystyle [{\tfrac {1}{2}}x-{\tfrac {1}{2}}\cos(\varphi )-{\tfrac {1}{2}}\sin(\varphi )]^{2}+[{\tfrac {1}{2}}x-{\tfrac {1}{2}}\cos(\varphi )+{\tfrac {1}{2}}\sin(\varphi )]^{2}+\sin(\varphi )^{2}=1}
{\displaystyle 2[{\tfrac {1}{2}}x-{\tfrac {1}{2}}\cos(\varphi )-{\tfrac {1}{2}}\sin(\varphi )]^{2}+[\cos(\varphi )-\sin(\varphi )]^{2}=1}
Dieses Gleichungssystem aus zwei Gleichungen mit zwei Unbekannten wird mit diesen Werten gelöst:
{\displaystyle x={\sqrt[{6}]{2}}\,T_{\text{TRI}}^{7/6}={\tfrac {1}{2}}{\sqrt {2T_{\text{TRI}}}}(T_{\text{TRI}}^{2}-1)}
{\displaystyle \varphi =\arctan(T_{\text{TRI}}^{-2})}
Die Streckenlänge g von der Seitenmitte eines Quadrates vom Kubus Simus bis zur entferntesten Dreiecksecke des an der gegenteiligen Seite des Quadrates angrenzenden Dreiecks lässt sich folgendermaßen berechnen:
{\displaystyle g=b{\sqrt {[{\tfrac {1}{2}}x-{\tfrac {1}{2}}\cos(\varphi )-{\tfrac {1}{2}}\sin(\varphi )]^{2}+[{\tfrac {1}{2}}x+{\tfrac {1}{2}}\cos(\varphi )]^{2}+[{\tfrac {1}{2}}\cos(\varphi )]^{2}}}}
Somit ergibt sich folgendes Verhältnis dieser Streckenlänge zur Seite des Cubus Simus:
{\displaystyle g/b={\tfrac {1}{2}}{\sqrt {4T_{\text{TRI}}^{2}-1}}}
Die Dreieckshöhe h ist beim gleichseitigen Dreieck sqrt(3)/2-mal so lang wie die Dreiecksseite. Der Diederwinkel zwischen Dreieck und Quadrat des Cubus Simus kann mit dem Kosinussatz berechnet werden:
{\displaystyle \cos(\vartheta _{34})={\frac {b^{2}+h^{2}-g^{2}}{2bh}}}
{\displaystyle \cos(\vartheta _{34})={\frac {1+3/4-1/4(4T_{\text{TRI}}^{2}-1)}{\sqrt {3}}}=-{\tfrac {1}{3}}{\sqrt {3}}(T_{\text{TRI}}^{2}-2)}
In Abhängigkeit von der Seitenlänge des Cubus Simus wird das Volumen folgendermaßen berechnet:
{\displaystyle V_{CUBSIM}={\tfrac {1}{6}}{\sqrt {2T_{\text{TRI}}}}(7T_{\text{TRI}}^{2}+1)}

### Pentagonikositetraeder
In den Tangentenfünfecken des Pentagonikositetraeders verhalten sich die längeren Seiten zu den kürzeren Seiten in folgendem Verhältnis:
{\displaystyle {\frac {a}{b}}={\frac {1}{2}}T_{\text{TRI}}+{\frac {1}{2}}}
Hierbei ist a die zweimal vorkommende längere Seite und b die dreimal vorkommende kürzere Seite.
Der größere Winkel im Fünfeck kommt viermal vor und nimmt diesen Wert an:
{\displaystyle \sphericalangle _{GR}=\arccos({\tfrac {1}{2}}-{\tfrac {1}{2}}T_{\text{TRI}})\approx 114{,}8^{\circ }}
Der kleinere Winkel im Fünfeck kommt einmal vor und nimmt jenen Wert an:
{\displaystyle \sphericalangle _{KL}=\arccos(2-T_{\text{TRI}})=\arccos(T_{\text{TRI}}^{-3})\approx 80{,}8^{\circ }}
Die Oberfläche des Pentagonikositetraeders hat folgenden Wert:
{\displaystyle A_{\text{PENIKO}}={\tfrac {6}{11}}{\sqrt {22}}{\sqrt {5T_{\text{TRI}}-1}}(-7T_{\text{TRI}}^{2}+10T_{\text{TRI}}+9)a^{2}={\tfrac {3}{11}}{\sqrt {22}}{\sqrt {5T_{\text{TRI}}-1}}(2T_{\text{TRI}}^{2}+5T_{\text{TRI}}-1)b^{2}}
Das Volumen des Pentagonikositetraeders wird auf folgende Weise berechnet:
{\displaystyle V_{\text{PENIKO}}=4{\sqrt {T_{\text{TRI}}}}(-T_{\text{TRI}}^{2}+2T_{\text{TRI}}+2)a^{3}={\sqrt {T_{\text{TRI}}}}(5T_{\text{TRI}}^{2}+4T_{\text{TRI}}+2)b^{3}}

## Verwandte Folgen

### Fibonacci-Folge
Rekursive Definition:
{\displaystyle F_{1}=F_{2}=1}
{\displaystyle F_{n}=F_{n-1}+F_{n-2}}
Erste Zahlen der Folge:
1, 1, 2, 3, 5, 8, 13, 21, 34, 55, 89, 144, 233, 377, 610, 987, …
Grenzwert des Quotienten sukzessiver Folgenglieder:
{\displaystyle \lim _{n\to \infty }{\frac {F_{n+1}}{F_{n}}}=\Phi ={\frac {1}{2}}({\sqrt {5}}+1)\approx 1{,}618033989}
Diese Konstante wird „goldene Zahl“ genannt und ist beim goldenen Schnitt das Verhältnis der langen zur kurzen Strecke. Sie ist eine der beiden Lösungen folgender quadratischer Gleichung:
{\displaystyle x^{2}-x-1=0}

### Padovan-Folge
Rekursive Definition:
{\displaystyle P_{0}=P_{1}=P_{2}=1}
{\displaystyle P_{n}=P_{n-2}+P_{n-3}}
Erste Zahlen der Folge:
1, 1, 1, 2, 2, 3, 4, 5, 7, 9, 12, 16, 21, 28, 37, 49, 65, 86, 114, 151, 200, 265, …
Grenzwert des Quotienten sukzessiver Folgenglieder:
{\displaystyle \lim _{n\to \infty }{\frac {P_{n+1}}{P_{n}}}=\rho ={\frac {1}{6}}{\sqrt[{3}]{12}}\left({\sqrt[{3}]{9+{\sqrt {69}}}}+{\sqrt[{3}]{9-{\sqrt {69}}}}\right)}
Diese Konstante wird Plastische Zahl genannt und ist die Lösung folgender kubischer Gleichung:
{\displaystyle x^{3}-x-1=0}

### Narayanas-Kühe-Folge
Rekursive Definition:
{\displaystyle N_{0}=N_{1}=N_{2}=1}
{\displaystyle N_{n}=N_{n-1}+N_{n-3}}
Erste Zahlen der Folge:
1, 1, 1, 2, 3, 4, 6, 9, 13, 19, 28, 41, 60, 88, 129, 189, …
Diese Zahlenfolge nennt die Anzahl der Kühe pro Jahr, beginnend mit einer Kuh im ersten Jahr, wobei jede Kuh ab dem dritten Lebensjahr jedes Jahr ein weibliches Kalb hat. Nach dem indischen Mathematiker Narayana Pandita benannt.
Grenzwert des Quotienten sukzessiver Folgenglieder:
{\displaystyle \lim _{n\to \infty }{\frac {N_{n+1}}{N_{n}}}=\psi ={\tfrac {1}{6}}{\sqrt[{3}]{116+12{\sqrt {93}}}}+{\tfrac {1}{6}}{\sqrt[{3}]{116-12{\sqrt {93}}}}+{\tfrac {1}{3}}}
Diese Konstante wird supergoldener Schnitt genannt und ist die Lösung folgender kubischer Gleichung:
{\displaystyle x^{3}-x^{2}-1=0}

### Pell-Folge dritter Ordnung
Rekursive Definition:
{\displaystyle S_{0}=1,S_{1}=2,S_{2}=4}
{\displaystyle S_{n}=2S_{n-1}+S_{n-3}}
Erste Zahlen der Folge:
1, 2, 4, 9, 20, 44, 97, 214, 472, …
Grenzwert des Quotienten sukzessiver Folgenglieder:
{\displaystyle \lim _{n\to \infty }{\frac {S_{n+1}}{S_{n}}}=\varsigma ={\tfrac {1}{6}}{\sqrt[{3}]{172+12{\sqrt {177}}}}+{\tfrac {1}{6}}{\sqrt[{3}]{172-12{\sqrt {177}}}}+{\tfrac {2}{3}}}
Diese Konstante wird supersilberner Schnitt genannt und ist die Lösung folgender kubischer Gleichung:
{\displaystyle x^{3}-2x^{2}-1=0}

### Tetranacci-Folge
Rekursive Definition:
{\displaystyle Te_{0}=0,Te_{1}=Te_{2}=1,Te_{3}=2}
{\displaystyle Te_{n}=Te_{n-1}+Te_{n-2}+Te_{n-3}+Te_{n-4}}
Erste Zahlen der Folge:
1, 1, 2, 4, 8, 15, 29, 56, 108, …
Grenzwert des Quotienten sukzessiver Folgenglieder:
{\displaystyle \lim _{n\to \infty }{\frac {Te_{n+1}}{Te_{n}}}={\tfrac {1}{4}}{\sqrt {{\sqrt {\{{\tfrac {11}{3}}+{\tfrac {16}{3}}{\sqrt {14}}\sinh[{\tfrac {1}{3}}\operatorname {arsinh} ({\tfrac {65}{392}}{\sqrt {14}})]\}^{2}+339}}+{\tfrac {22}{3}}+{\tfrac {8}{3}}{\sqrt {14}}\sinh[{\tfrac {1}{3}}\operatorname {arsinh} ({\tfrac {65}{392}}{\sqrt {14}})]}}\,+}
{\displaystyle +{\tfrac {1}{4}}{\sqrt {{\tfrac {11}{3}}-{\tfrac {8}{3}}{\sqrt {14}}\sinh[{\tfrac {1}{3}}\operatorname {arsinh} ({\tfrac {65}{392}}{\sqrt {14}})]}}\,+{\tfrac {1}{4}}}
Diese Zahl wird Tetranacci-Konstante genannt und ist die Lösung folgender quartischer Gleichung:
{\displaystyle x^{4}-x^{3}-x^{2}-x-1=0}
Die Lösung dieser Gleichung kann alternativ mit Quadratwurzeln und Kubikwurzeln dargestellt werden.